# Sutton Montis
Sutton Montis är en by i civil parish South Cadbury and Sutton Montis, i enhetskommunen Somerset, i grevskapet Somerset, i England. Byn är belägen 11 km från Yeovil. Sutton Montis var en civil parish fram till 1933 när blev den en del av South Cadbury. Civil parish hade 148 invånare år 1931. Byn nämndes i Domedagsboken (Domesday Book) år 1086, och kallades då Sutone/Sutuna.